# Roland Dorgelès

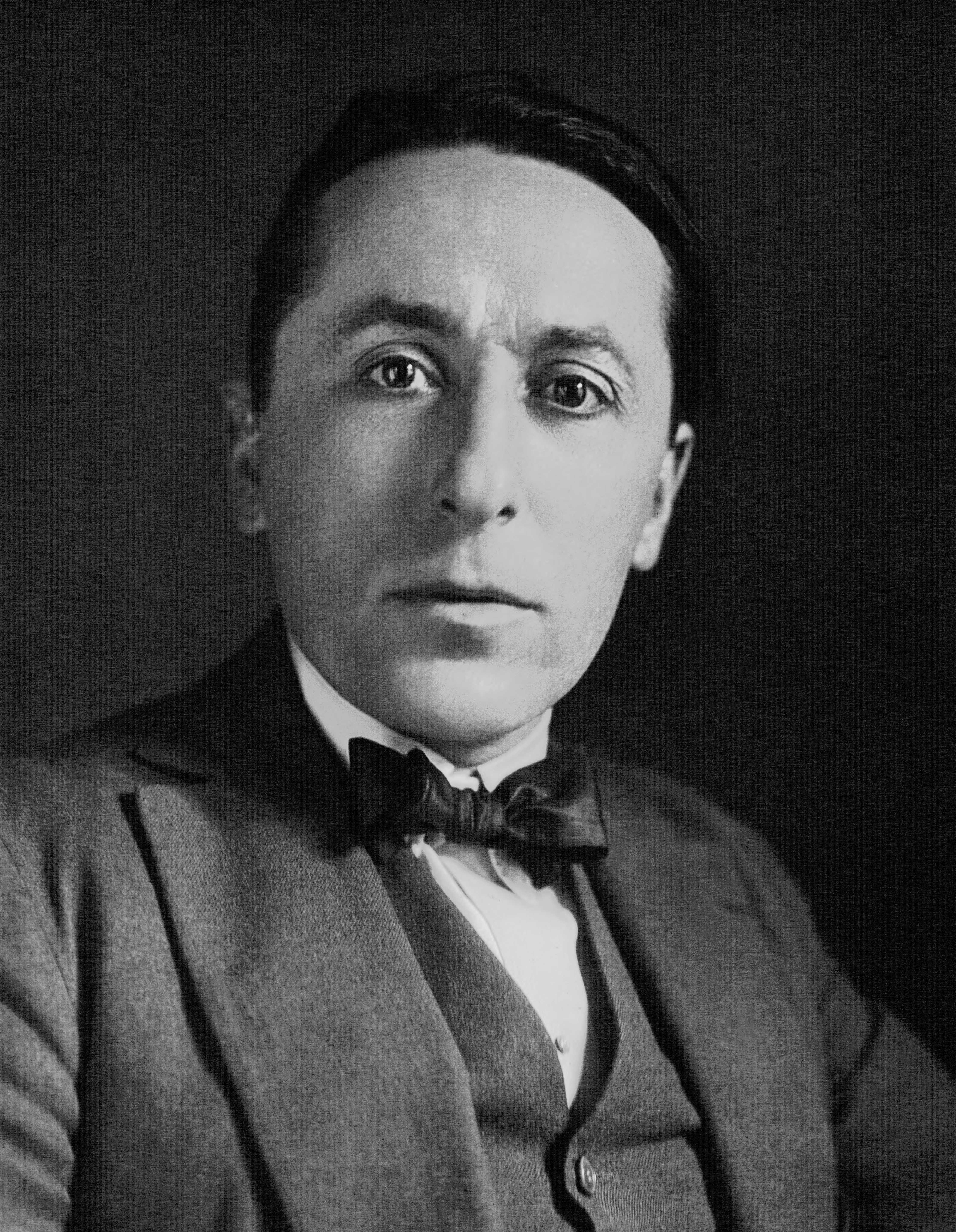
Roland Dorgelès (1923)

Roland Dorgelès (* 15. Juni 1885 in Amiens; † 18. März 1973 in Paris) war ein französischer Journalist, Abenteurer und Schriftsteller. Sein eigentlicher Name war Roland Lécavelé, Dorgelès lediglich sein Pseudonym.

## Leben und Wirken
Nach einer Kindheit in der Banlieue von Paris besuchte Dorgelès die Ecole des Arts Décoratifs in Paris und verkehrte in den Literatenkreisen im Montmartre und machte sich bald schon einen Namen.

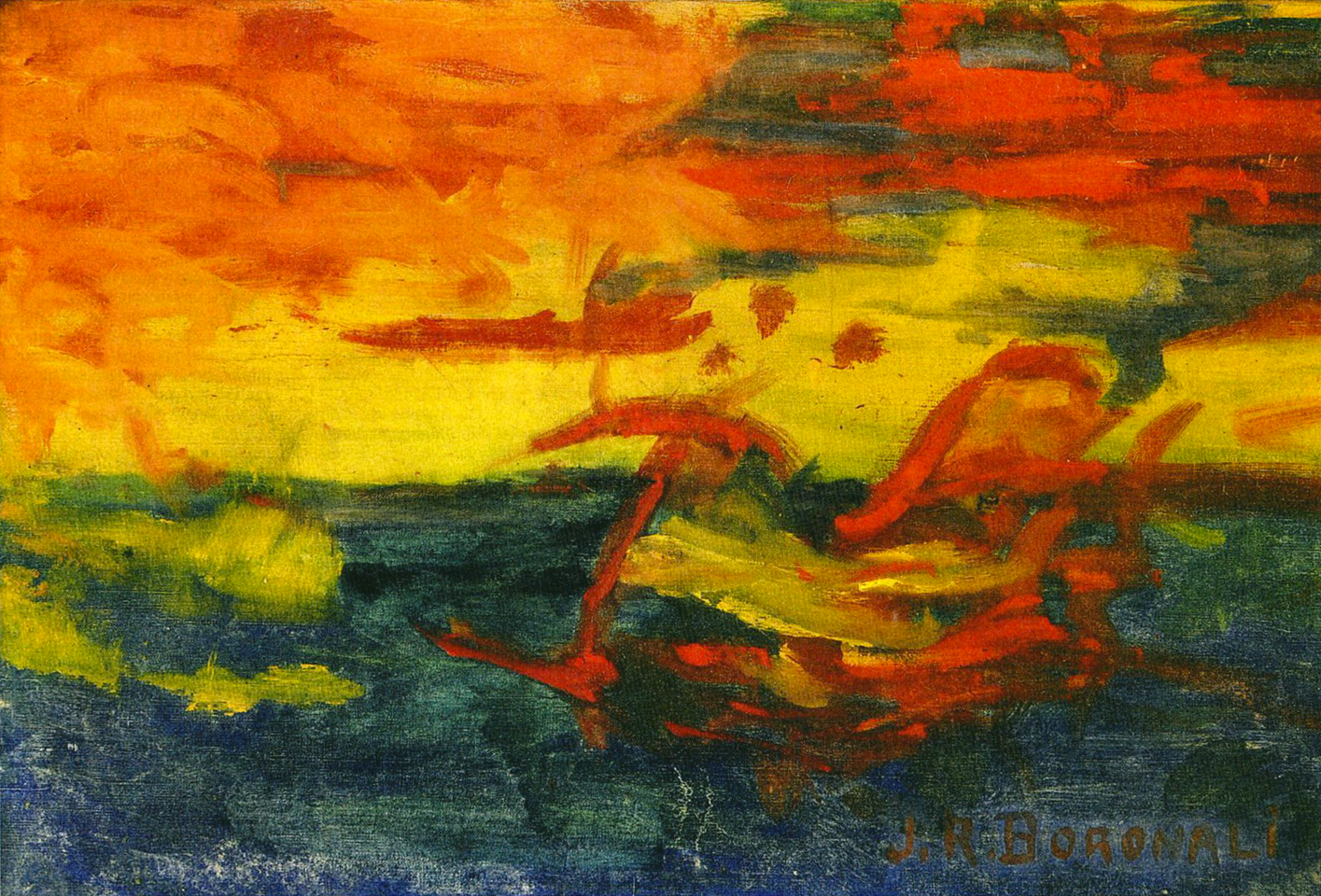
Das von Boronali (Lolo) bearbeitete Gemälde

Im Jahr 1910 wurde im Salon des Indépendants ein Gemälde eines Italieners namens Joachim-Raphaël Boronali mit dem Titel Sonnenuntergang über der Adria ausgestellt – eine Landschaft, versehen mit wirren Linien. Dorgelès, einer der Urheber der Aktion, bekannte später, dass diese auf dem Gemälde von einem Eselsschwanz produziert worden seien. Der Esel hieß Lolo und gehörte dem Besitzer des Kabaretts Le Lapin Agile. Ein Sammler hatte das Werk damals für vierhundert Franc erworben. Die Debatte im Ausstellungsraum und die Presseberichte sollen zwischen Ablehnung und Begeisterung geschwankt haben. Die Details sind heute nicht mehr feststellbar. Es handelte sich um einen Angriff auf die gesamte Avantgarde. Der Fall beschäftigte deshalb die Kunstwelt noch weiter in den nächsten Jahren und Jahrzehnten. Zwei Jahre später, 1912, eröffnete in Moskau eine Ausstellung namens Eselsschwanz.
Im August 1914 meldete er sich als Freiwilliger zur Armee. Nach dem Erlebnis des Ersten Weltkriegs schrieb er 1919 den Roman Les Croix de bois, mit dem er berühmt wurde. 1932 folgte die Verfilmung Die hölzernen Kreuze. Bis 1920 veröffentlichte er Artikel in der Zeitung Le Canard enchaîné und wurde später für Auslandsreportagen berühmt. Außerdem war er Mitarbeiter bei den Zeitschriften Sourire, Fantasio und Paris-Journal.
1923 heiratete er Hania Routchine. Sur la route mandarine (1925) entstand nach einer Reise durch Indochina. Partir hingegen schrieb er nach einer Reise nach Dschibuti.
1929 wurde er zum Präsidenten der Académie Goncourt gewählt und hielt diesen Posten bis zu seinem Tode 1973 inne. In Erinnerung wird Dorgelès vor allem durch seine Bücher über die Montmarte-Bohème bleiben.

## Werke
- Dernière Relève
- Les Croix de bois (Prix Femina, 1919)
- Le Cabaret de la belle femme (1919)
- Les Veillées du Lapin agile (1920)
- Saint Magloire (1922)
- Le Réveil des morts  (1923)
- Sur la route mandarine (1925)
- Partir (1926)
- La Caravane sans chameaux (1928)
- Le Château des brouillards (1932)
- Si c’était vrai ?
- Quand j’étais Montmartrois
- Vive la liberté ! (1937)
- Retour au front
- Sous le casque blanc
- Route des tropiques
- Bouquet de bohème
- Bleu Horizon (1949)
- La Drôle de Guerre (1939–1940)
- Portraits sans retouches
- Au beau temps de la butte
- Tout est à vendre
- Le Marquis de la dèche
- Retour au front (1940)
- Carte d’identité (1945)
- Vacances forcées (1945)
- À bas l’argent (1965)
- La banane empoisonnée (1967)